# Saint-Jean-de-Luz Challenger
Il Saint-Jean-de-Luz Challenger è stato un torneo professionistico di tennis giocato su campi in cemento indoor. Faceva parte dell'ATP Challenger Series. Si è giocata una sola edizione, a Saint-Jean-de-Luz in Francia.

## Albo d'oro

### Singolare
| Anno | Campione       | Finalista       | Punteggio        |
| ---- | -------------- | --------------- | ---------------- |
| 2003 | Irakli Labadze | Fabrice Santoro | 1–6, 7–6(4), 6–4 |

### Doppio
| Anno | Campioni                       | Finalisti                       | Punteggio |
| ---- | ------------------------------ | ------------------------------- | --------- |
| 2003 | Julien Benneteau Nicolas Mahut | Johan Landsberg Myles Wakefield | 6–4, 6–1  |